# Amazing Game
Amazing Game (sottotitolato Instrumental Music) è un album in studio di musica strumentale del cantautore italiano Paolo Conte, pubblicato nel 2016.

## Trac.
1. Pomeriggio zenzero – 4:24
2. F.F.F.F. (For Four Free Friends) – 6:10
3. En bleu marine – 1:32
4. Song in D Flat – 1:56
5. P.U.B.S.A.G. (Passa una bionda sugli anni grigi) – 4:11
6. Amazing Game – 4:38
7. Zama – 1:25
8. À La provençale – 1:08
9. Serenata rustica – 2:00
10. La danse – 1:43
11. Zinia – 4:38
12. The Bridge – 0:59
13. Largo Sonata per O.R. – 4:29
14. Fuga nell'Amazzonia in Re Minore – 5:26
15. Sharon – 1:59
16. Tips – 1:45
17. Rumbomania – 1:57
18. Mannequins Tango – 2:23
19. Novelty Step – 1:42
20. La valse fauve – 2:09
21. Gli amici manichini – 1:49
22. Changes All in Your Arms – 4:02
23. Sirat Al Bunduqiyyah – 4:07